# Moyenvic
Moyenvic là một xã trong vùng Grand Est, thuộc tỉnh Moselle, quận Château-Salins, tổng Vic-sur-Seille. Tọa độ địa lý của xã là 48° 46' vĩ độ bắc, 06° 33' kinh độ đông. Moyenvic nằm trên độ cao trung bình là 208 mét trên mực nước biển, có điểm thấp nhất là 198 mét và điểm cao nhất là 317 mét. Xã có diện tích 14,48 km², dân số vào thời điểm 2004 là 360 người; mật độ dân số là 24,5 người/km².

## Thông tin nhân khẩu
| 1926 | 1954 | 1962 | 1968 | 1975 | 1982 | 1990 | 1999 | 2004 |
| ---- | ---- | ---- | ---- | ---- | ---- | ---- | ---- | ---- |
| 465  | 315  | 289  | 318  | 307  | 288  | 324  | 342  | 360  |